# Vivienne Balla

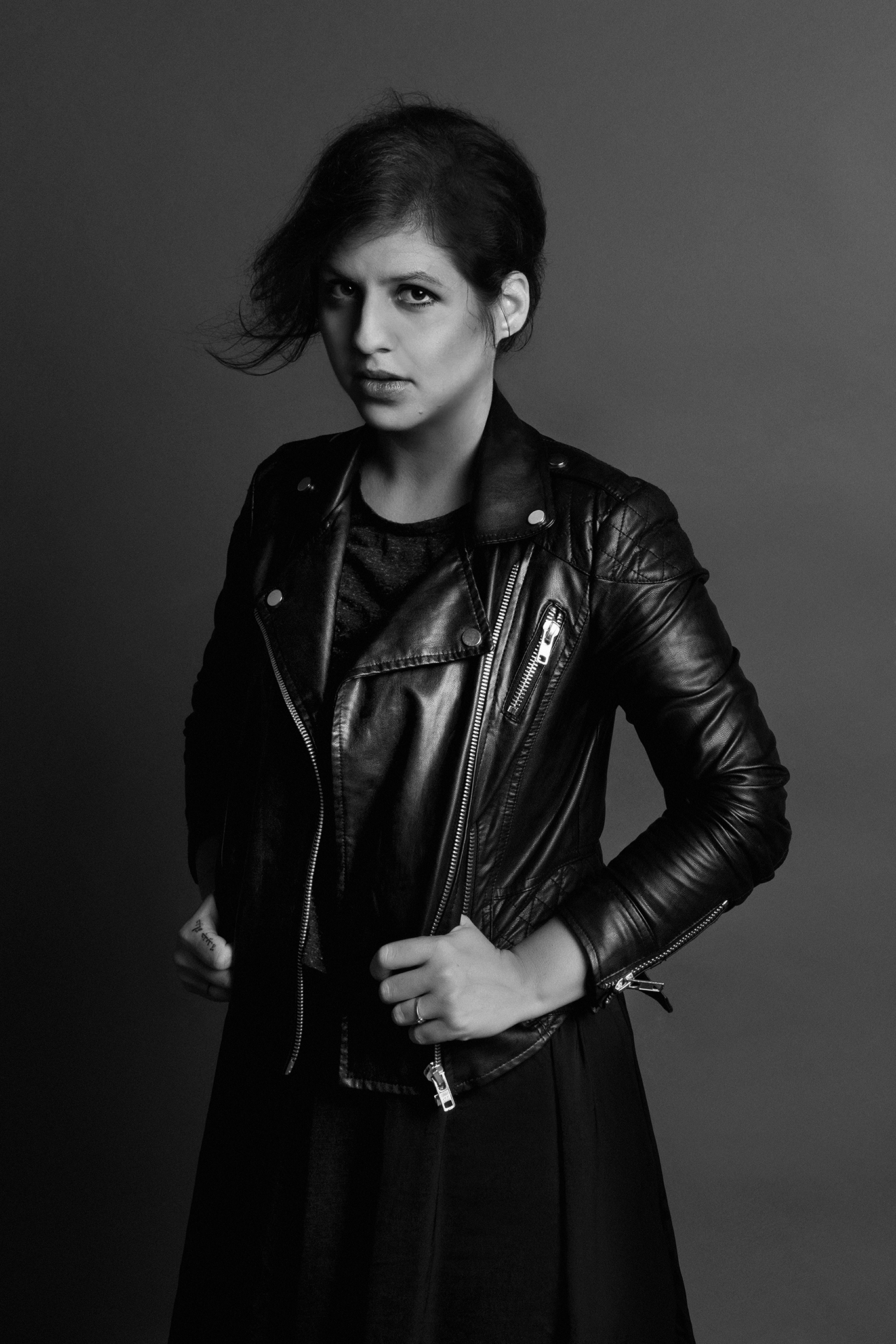
Vivienne Balla, 2014

Vivienne Balla (* 24. června 1986) je maďarská umělecká a módní fotografka. Vystudovala na univerzitě Moholyho-Nagye umění a designu. Kromě uměleckých projektů se věnuje módní fotografii. Jejím cílem je vložit osobní zprávu do svých módních fotografií, a smazat tak bariéru mezi svými uměleckými a módními projekty. Pravidelně publikuje v předních maďarských módních časopisech a rozvíjí reklamní kampaně pro řadu módních návrhářů. Po získání diplomu jí trvalo pouze dva roky k získání titulu Módní fotograf roku (Fashion Photographer of the Year).

## Vzdělání
- 2006 - 2011 Visual & Environment Culture teacher (Moholy-Nagy University of Art and Design)
- 2005 - 2010 Visual Communications - Photography (Moholy-Nagy University of Art and Design)
- 2003 - 2004 Photography (Camera Anima Open Academy)
- 2000 - 2005 Tóparti High School of Art

## Ceny a ocenění
- 2012: Fashion Awards Hungary, „Fashion Photographer of the Year”

## Výstavy

### Samostatné výstavy
2012
- Dreams - (STUDIO V, Budapešť Design Week, Budapešť)

2011
- Vivienne's Diary - (FISE Gallery, Budapešťt)
- Dash of Color (Tripont Gallery, Budapešť)
- Marion, (Millenáris Park, Budapešť)
- Fashion Moments, (Lánchíd 19 Design Hotel, Budapešť)

### Skupinové výstavy
2012
- FISE 30, (Museum of Applied Arts, Budapešť)
- Human Dignity, (Ludwig Museum, Budapešť)

2011
- Photogenes (Spiritusz Gallery, Budapešť)
- Mozgásban (Spiritusz Gallery, Budapešť)

2010
- Budapešť Art Fair (Kunsthalle, Budapešť)
- Art Moments (Hybrid Office Gallery, Budapešť)
- MOME Foto 2010 (Eötvös 10 Gallery, Budapešť)
- Generation Rules (Hybrid Art & Cafe)
- MOME Diploma 2010 (Ponton Gallery, Budapešť)
- Contrasts (FISE Gallery, Budapešť)

2009
- Green MOME (Ponton Gallery, Budapešť)
- Entrópia (Instant Art Bar Garden, Budapešť)
- MOME Maraton (Millenaris Park)
- Ami személyes és ami... (Óbudai Társaskör Gallery, Budapešť)

2008
- MOME BESTiárium (Ponton Gallery, Budapešť)
- First Sight (Szent István Museum, Budapešť)

## Publikace
Vogue (UK), Harper's Bazaar Arabia, Harper's Bazaar Qatar, Condé Nast Traveller (Middle-East), VIVA, Indulge (Middle-East), Marie Claire Arabia, Marie Claire Lower Gulf, Marie Claire Hungary, Cosmopolitan, Glamour, InStyle, Shape, Joy, D-journal, Nők Lapja Évszakok, Nők Lapja, Maxima, Éva Magazine, Fashion Issue, Maxima, Fashion Issue, Fotóművészet Magazin, Balkon, Szellemkép, Munkácsi Magazin, Overseas Living (UK), Life Magazin, Where Budapešť Magazine, Új Művészet Magazin, PEP! Magazin, Elite Magazin, MOHA Magazin, 2beMAG (ES), Kismet Magazine (US), mashKulture Juicy, HG.hu, Le Cool Budapešť, Spottr.hu, Fan the Fire Magazine (UK), Design You Trust, Le Journal Graphic, Looks Like Good Design, Bedroom Genius, Design Corner.

## Klienti
Giorgio Armani, Emporio Armani, Armani Junior, Nike, Samsung, Honda, L'oréal, M.A.C. Cosmetics, Clinique, Marks & Spencer, Vodafone, bet365, Viva TV, Attitude, Katti Zoób, Árkád